# Oratha sericea
Oratha sericea är en fjärilsart som beskrevs av Butler 1862. Oratha sericea ingår i släktet Oratha och familjen mätare. Inga underarter finns listade i Catalogue of Life.